# Società Unione Operai Italiani

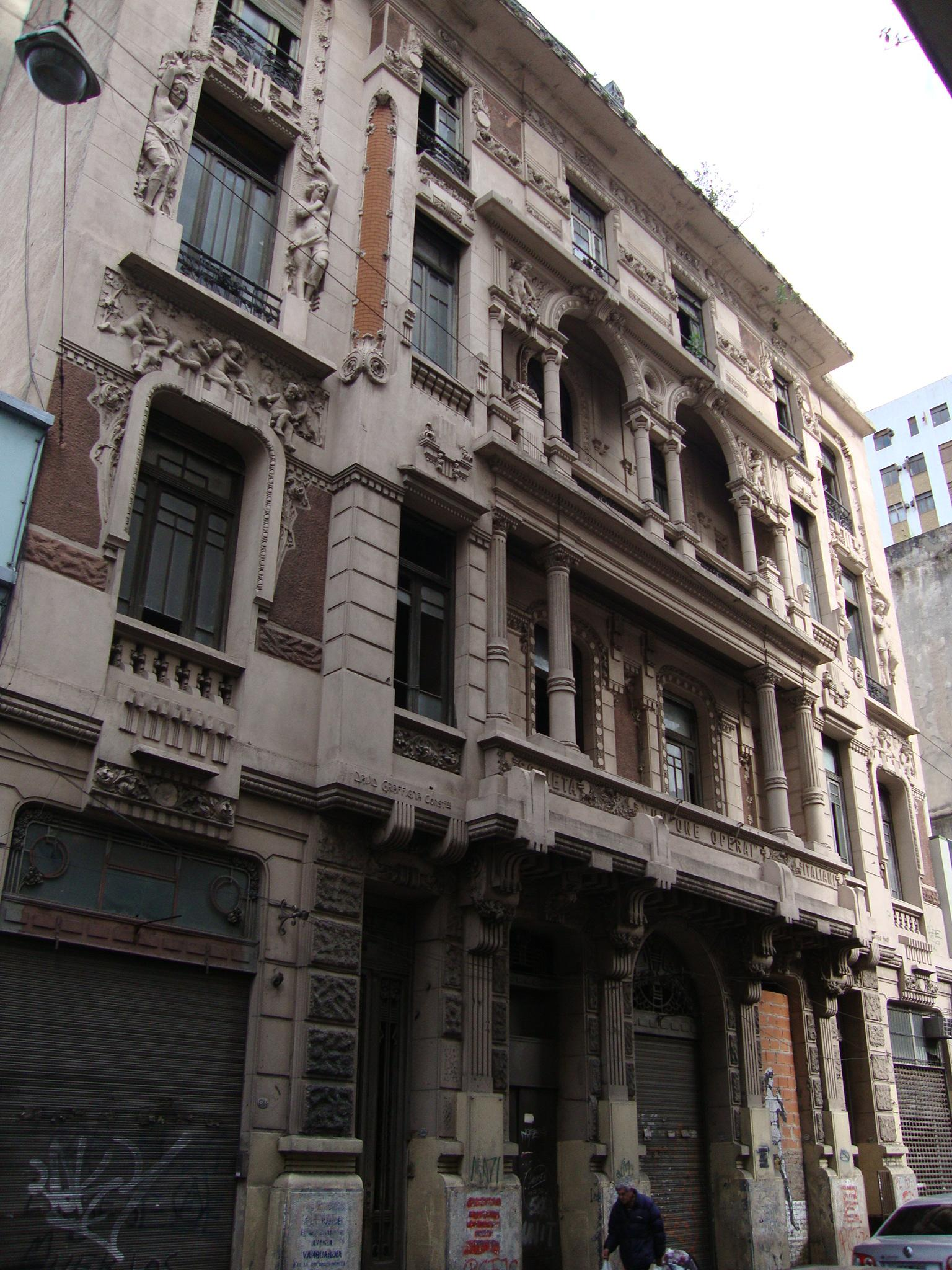
Fachada del edificio, julio de 2010

La Società Unione Operai Italiani fue una organización civil que aglutinó a miembros de la comunidad italiana en Buenos Aires, Argentina.
Fue fundada el 6 de enero de 1874 y en su primera época contaba con 3.255 socios. En 1891 ya llegaba a los 4500 afiliados.
En 1876, fundó la primera escuela primaria italiana para niñas. En 1881 inauguró, con presencia del presidente Julio A. Roca, la Prima Esposizione Artistica, Industriale e Operaia Italiana, de la cual se realizó una segunda edición en 1886.
En 1913 el arquitecto Virginio Colombo remodeló la sede social de la Unione Operai Italiani, en la calle Sarmiento 1374, un edificio al cual aplicó su característico estilo Liberty (corriente italiana del art nouveau). La constructora a cargo de la obra fue la de David Graffigna.
Finalmente, la sociedad desapareció, y su sede quedó abandonada, deshabitada y en manos de la Unione e Benevolenza, y en una época funcionó allí un colegio primario y secundario: Instituto Edmundo de Amicis. 
El edificio fue catalogado con nivel de protección estructural en 2008. A pesar de ello, sufrió un incendio y un derrumbe por su estado ruinoso.
Un conjunto de vecinos de Buenos Aires intervinieron. Pidieron la inversión necesaria para salvar a la sede de la Unione Operai Italiani de su deterioro final. En abril de 2011, una inmobiliaria inició la promoción para la venta del terreno como lote a construir, argumentando que el edificio había sido afectado por un derrumbe.
Finalmente, a mediado de 2012 el edificio fue comprado por la Iglesia de la Cienciología de Argentina para reciclarlo y transformarlo en su nueva sede en Buenos Aires, con asesoramiento del arquitecto especialista Fabio Grementieri. Su inauguración está prevista para el año 2025.